# Potes
Potes est une commune de la communauté autonome de Cantabrie en Espagne. Le village est situé au centre de la comarque de Liébana, dont il est la capitale, il est à seulement quelques kilomètres des Pics d'Europe. La ville comptait 1 452 habitants en 2013 (−47 habitants par rapport à 2006).
Le bourg est situé à la rencontre de quatre vallées, à la confluence du Río Quiviesa et du Río Deva, nés dans les Pics d'Europe. Potes jouit d'un microclimat méditerranéen qui permet la culture de la vigne.
La proximité des Pics d'Europe et du littoral, la richesse historique et le monastère Santo Toribio de Liébana en font un centre touristique été comme hiver.

## Histoire

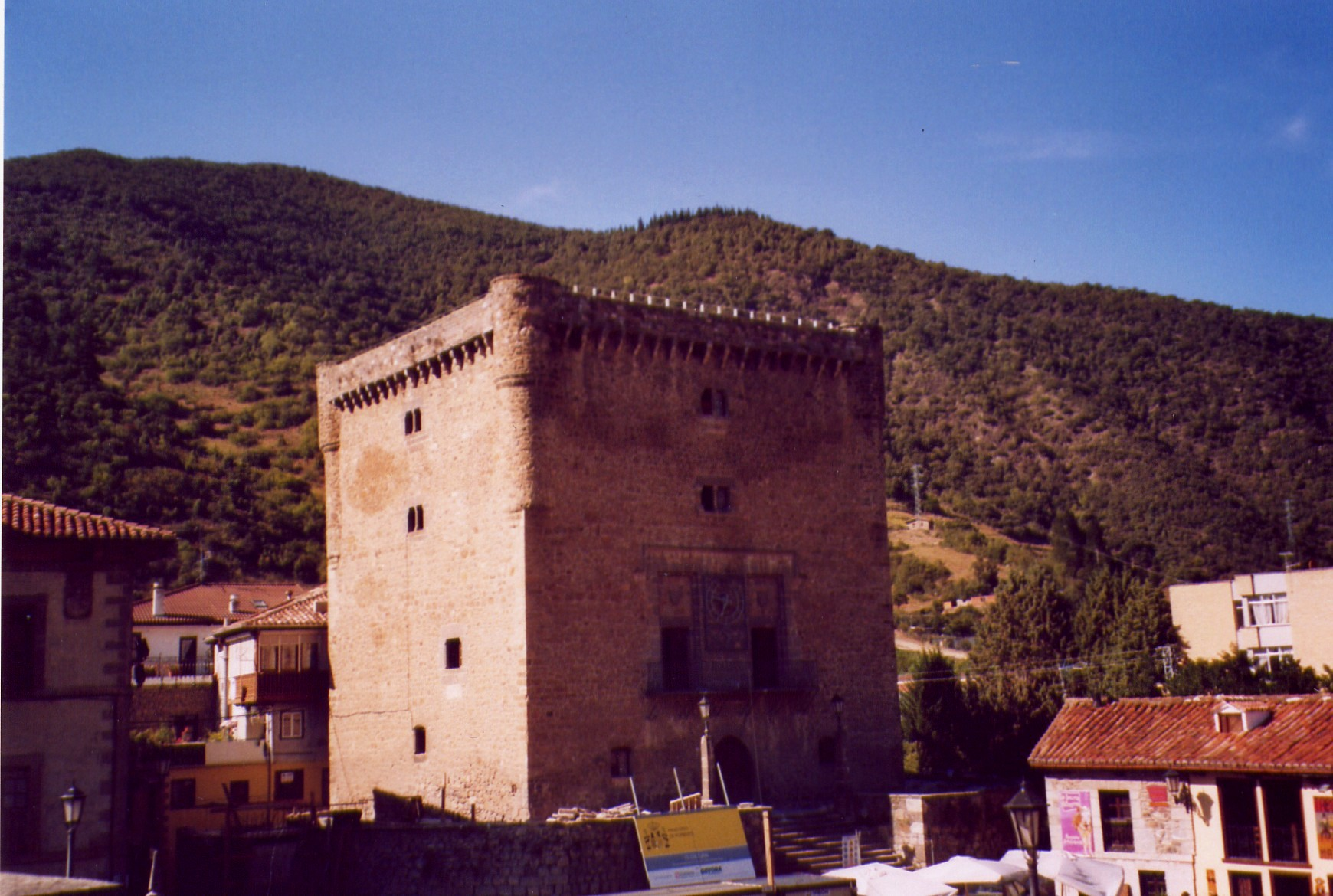
La Tour de l'Infant

La ville est reconstruite et dotée d'un conseil municipal en 1822.
La ville ancienne est classée Conjunto Histórico en 1983, alors qu'elle est déjà un grand centre touristique de la Cantabrie.

## Drapeau et Blason
Le drapeau, vert et rouge, reprend les couleurs de la Tour de l'Infant, symbole historique de Potes.
Le blason reprend le motif de la Torre et est surmonté de la couronne espagnole.

## Lieux et monuments

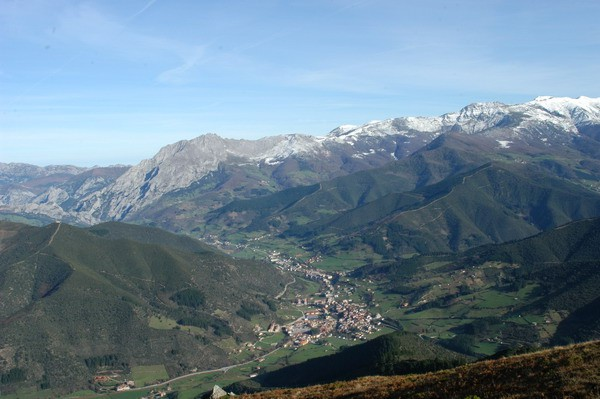
vue aérienne

La vieille ville, aujourd'hui monument historique, est un dédale de ruelles et d'escaliers à l'ambiance médiévale et ensoleillée.
Elle est dominée par la « Tour de l'Infant » (Torre de l'Infantado), symbole incontestable de Potes, construite au XVe siècle. Elle compte quatre étages et forme un cube de pierre imposant, seulement allégé par des tourelles d'angle. La tour est aujourd'hui le siège du Conseil Municipal.
La vieille église gothique San Vicente fut élevée au XVe siècle et reconstruite à la fin des XVe siècle et XVIIe siècle, elle fut remplacée au XIXe siècle par la nouvelle église paroissiale San Vicente. Celle-ci conserve des retables du XVIIIe siècle provenant du Couvent de San Raimundo et une sculpture de Saint Vincent, Saint Patron de la ville. Sur le parvis, le  « Monument à Jesús de Monasterio » rend hommage au grand violoniste, natif de Potes.
Non loin, le pont de San Cayetano surplombe la rivière Quiviesa depuis le XIIIe siècle. À une extrémité se trouve l’ermitage de San Cayetano, chapelle qui conserve de belles portes en bois et un retable du XVIIIe siècle présentant un portrait de San Cayetano et la  « Tour de Orejón de la Lama », bâtie du XVe siècle au XVIe siècle et présente sur sa façade les blasons de Bedoya et Celis. Elle sert aujourd'hui de centre d'expositions et d'animations culturelles.
Autres maisons illustres, la  « Casona de la Canal », du XVIIIe siècle, la Tour de la Familia Osorio, construite durant les XVIIe siècle et XVIIIe siècle rue San Marcial, porte les armes de la famille Campillo et la maison natale de Jesús de Monasterio, datant de la même époque.
L’ermitage de la Virgen del Camino est une chapelle du XVIIIe siècle du quartier de la Serna, elle garde un beau retable du même siècle. Plus ancien, le Couvent San Raimundo fut construit au début du XVIIe siècle par des bénédictins. Il ne reste aujourd'hui que le cloître qui abrite une exposition sur les Pics d'Europe et la Comarque de Liébana.
L'ermitage de la Virgen de Valmayor, située en dehors du village, sur la route de Vega de Liébana est une chapelle édifiée au XVIe siècle. Elle renferme un retable du XVIIIe siècle présentant l'image de la Vierge de Valmayor. Cette image est portée tous les quinze août durant une procession.

## Fêtes et événements
Potes est régulièrement animée par des processions religieuses.
Le 23 janvier est le jour du martyr Saint Vincent, patron de Potes, c'est l'occasion de danses traditionnelles et de kermesses.
Au début du mois de mai, le Liébana est animé par la procession de la Santuca, une des plus importantes d'Espagne. La statue de la Virgen de la Luz quitte alors la chapelle d'Aniezo pour rejoindre Santo Toribio de Liébana.
Le 15 août, la procession de la Virgen de Valmayor s'accompagne de danses, musiques et chants du Moyen Âge.
Du 13 au 17 septembre se tient la fête de l'exaltation de la Croix (le monastère Santo Toribio conserve un fragment de la Vraie Croix). Cette fête est déclarée d'Intérêt Touristique Régional.
Non religieuse, la fête de l'orujo (eau-de-vie de raisin) est également un grand évènement. Elle se déroule en novembre.